# Maurice Vinot
Pour les articles homonymes, voir Vinot.
Ne doit pas être confondu avec Gabriel Germinet.
Maurice Vinot est un acteur français, né le 3 novembre 1888 à Paris et mort pour la France à Pontlevoy le 23 juin 1916 dans un accident d'avion.

## Biographie
Fils d'un employé de commerce, Maurice Vinot naît le 3 novembre 1888 au no 8 rue de la Folie-Méricourt dans le 11e arrondissement de Paris.
Il a été le premier époux de Marthe Vinot, qu'il a épousé en 1913.
Il a été l'un des acteurs fétiches de Louis Feuillade, avec lequel il tourna près de cent films.
Il est mobilisé en août 1914 et rejoint le corps de l'Armée de l'air. Au cours d'un exercice au dessus de la base de Tours, son avion, un Caudron G.3, s'écrase le 23 juin 1916.

## Filmographie

### 1908
- Le Récit du colonel de Louis Feuillade
- L'Orpheline de Louis Feuillade
- L'Innocent de Louis Feuillade
- L'Incendiaire de Louis Feuillade
- Le Tabac de grand-père de Louis Feuillade
- Le Secret du glacier d'Étienne Arnaud
- Le Roman de Sœur Louise de Louis Feuillade
- Le Miracle des roses d'Étienne Arnaud et Émile Cohl
- Le Korrigan d'Étienne Arnaud
- Le Dévouement d'un interne d'Étienne Arnaud
- Le Devoir de Louis Feuillade
- La Traite de Louis Feuillade
- La Dévoyée de Louis Feuillade
- Incognito d'Étienne Arnaud
- Hôtel du silence d'Étienne Arnaud

### 1909
- Voleurs d'enfants de Louis Feuillade
- Vers le Pôle Sud de Louis Feuillade
- Vanité de Louis Feuillade
- Un premier amour de Louis Feuillade
- Une femme pour deux maris d'Étienne Arnaud
- Tu ne tueras point de Louis Feuillade
- Robert le diable d'Étienne Arnaud
- Rayons et ombres de Louis Feuillade
- Probité mal récompensée de Louis Feuillade
- Pauvre chiffonnier de Louis Feuillade
- Matelot de Louis Feuillade
- Madame Bernard de Louis Feuillade
- Loin du bagne de Louis Feuillade
- L'Idée du pharmacien de Louis Feuillade
- Le Voile des nymphes de Louis Feuillade
- Les Vieux de Louis Feuillade
- Le Spectre de Louis Feuillade
- Le Spadassin de Louis Feuillade
- Les Deux Sœurs de Louis Feuillade
- Les Deux Mères de Louis Feuillade
- Les Deux devoirs d'Étienne Arnaud
- Le Rêve d'amour d'Étienne Arnaud
- Le Puits de Louis Feuillade
- Le Péché d'une mère de Louis Feuillade
- L'Épave de Louis Feuillade
- Le Paralytique de Louis Feuillade
- Le Noël du vagabond de Louis Feuillade
- Le Miroir magique de Louis Feuillade
- Le Mirage de Louis Feuillade
- Le Mensonge de Sœur Agnès de Louis Feuillade
- Le Huguenot de Louis Feuillade
- Le Fou de Louis Feuillade
- Le Domino rouge de Louis Feuillade
- Le Docteur Carnaval d'Émile Cohl
- Le Crucifix de Louis Feuillade
- Le Collier de la reine d'Étienne Arnaud et Louis Feuillade
- La Tirelire solide d'Étienne Arnaud
- La Redingote de Louis Feuillade
- La Princesse d'Ys d'Étienne Arnaud
- La Mort de Sire de Framboisy de Louis Feuillade
- La Mort de Cambyse de Louis Feuillade
- La Lettre anonyme de Louis Feuillade
- La Fiancée du pion d'Étienne Arnaud
- La Fiancée du batelier de Louis Feuillade
- La Croix de l'empereur de Louis Feuillade
- La Contrebandière de Louis Feuillade
- La Chasse au bois hanté de Louis Feuillade
- La Bouée de Louis Feuillade
- La Boîte de Pandore de Louis Feuillade
- La Berceuse de Louis Feuillade
- La Bague de Louis Feuillade
- Idylle corinthienne de Louis Feuillade
- Beaucoup de bruit pour rien (film, 1909) de Romeo Bosetti
- Les Heures : l'aube, l'aurore de Louis Feuillade
- Les Heures : le matin, le jour de Louis Feuillade
- Les Heures : le midi, la vesprée, le crépuscule de Louis Feuillade
- Les Heures : le soir, la nuit de Louis Feuillade
- Le Printemps de Louis Feuillade
- La Mère du moine de Louis Feuillade
- Judith et Holopherne de Louis Feuillade
- Vainqueur de la course pédestre de Louis Feuillade
- La Possession de l'enfant de Louis Feuillade
- Le Savetier et le Financier d'Étienne Arnaud
- La Mort de Mozart d'Étienne Arnaud et Louis Feuillade
- La Légende des phares de Louis Feuillade
- La Chatte métamorphosée en femme de Louis Feuillade
- Fra Vincenti de Louis Feuillade
- Les Filles du cantonnier de Louis Feuillade
- Don Quichotte d'Émile Cohl
- La Cigale et la Fourmi de Louis Feuillade

### 1910
- Pauvre petit de Louis Feuillade
- Le Lys d'or de Louis Feuillade et Léonce Perret
- Le Festin de Balthazar de Louis Feuillade
- Le Bon Samaritain de Léonce Perret
- L'Œuvre accomplie de Louis Feuillade
- Pâques florentines de Louis Feuillade
- Amphytrion d'Étienne Arnaud
- L'Autre de Georges-André Lacroix
- L'An Mil de Louis Feuillade
- La Brouille de Louis Feuillade
- Les Carbonari de Louis Feuillade
- Les Chaînes d'Émile Cohl
- Christophe Colomb d'Étienne Arnaud
- Esther de Louis Feuillade
- Étienne Marcel d'Étienne Arnaud
- L'Exode de Louis Feuillade
- La Faute d'un autre de Louis Feuillade
- La Fiancée du conscrit de Louis Feuillade
- La Fille du passeur de Louis Feuillade
- Lysistrata ou la Grève des baisers de Louis Feuillade
- Le Martyre d'une femme de Louis Feuillade
- Le Matelot criminel de Louis Feuillade
- 1814 de Louis Feuillade
- Le Miroir de Louis Feuillade
- La Mort de Camoens d'Étienne Arnaud
- Le Noël du chiffonnier de Louis Feuillade
- Le Roi de Thulé d'Étienne Arnaud
- Roland à Roncevaux de Louis Feuillade
- Le Tricheur de Louis Feuillade
- Les Sept Péchés capitaux VI : la colère de Louis Feuillade
- Les Douze travaux d'Hercule d'Émile Cohl
- La Nativité de Louis Feuillade
- Mater Dolorosa de Louis Feuillade
- Le Pain quotidien de Louis Feuillade
- L'Apprenti d'Étienne Arnaud
- Benvenuto Cellini d'Étienne Arnaud
- La Colombe d'Étienne Arnaud
- Conscience de fou de Louis Feuillade
- Le Demi solde d'Étienne Arnaud
- La Dot de la forêt d'Étienne Arnaud
- Le Doute d'Étienne Arnaud
- L'Enfant disgracié de Louis Feuillade
- L'Héritage de Louis Feuillade
- Le Journal d'une orpheline de Louis Feuillade
- La Justicière de Louis Feuillade
- La Légende de Daphné de Louis Feuillade
- Maudite soit la guerre de Louis Feuillade
- La Mauvaise Nouvelle de Louis Feuillade
- Le Mauvais hôte de Louis Feuillade
- Le Quart d'heure de Rabelais de Louis Feuillade
- La Restitution de Louis Feuillade
- La Vengeance posthume du Dr. William de Louis Feuillade
- La Vie de Pouchkine de Louis Feuillade
- Le Billet de loterie de Louis Feuillade

### 1911
- Quand les feuilles tombent de Louis Feuillade
- Les Capuchons noirs de Louis Feuillade
- André Chénier de Louis Feuillade et Étienne Arnaud
- Tante Aurore de Louis Feuillade
- La Lettre aux cachets rouges de Louis Feuillade
- Le Destin des mères de Louis Feuillade
- Tant que vous serez heureux de Louis Feuillade

### 1912
- Les Braves Gens de Louis Feuillade
- L'Amazone masquée d'Henri Fescourt
- Le Proscrit de Louis Feuillade
- Le Château du silence de Georges-André Lacroix
- L'Ennemie d'Henri Fescourt
- La Flétrissure de Georges-André Lacroix
- La Lumière qui tue d'Henri Fescourt
- Le Mensonge d'Henri Fescourt
- Le Naufragé d'Henri Fescourt
- Petite Rosse de Léonce Perret
- L'Anneau fatal de Louis Feuillade
- L'Oubliette de Louis Feuillade
- Le Maléfice de Louis Feuillade
- Le Puits 313 de Georges-André Lacroix
- Quand l'amour s'en va de Georges-André Lacroix
- Un vol a été commis d'Henri Fescourt
- La Voix des cloches de Georges-André Lacroix
- L'Associée de Georges-André Lacroix
- En détresse de Georges-André Lacroix
- La Substitution de Georges-André Lacroix

### 1913
- La Dentellière de Léonce Perret
- Fleur fanée... cœur aimé... de René Le Somptier
- Fascination de Gérard Bourgeois
- Le Revenant de Louis Feuillade
- La Voix d'or de Georges-André Lacroix
- L'amour qui sauve de Maurice Mariaud
- Le Baiser rouge de Georges-André Lacroix
- L'Enfant sur les flots de Georges-André Lacroix
- L'Obsession du souvenir (anonyme)
- Rêve au clair de lune (anonyme)
- Le Guet-apens de Louis Feuillade
- La Force de l'argent de Léonce Perret
- Léonce cinématographiste de Léonce Perret
- Le Cœur qui meurt de Georges-André Lacroix
- Le Cachet rouge (anonyme)
- Chacun sa destinée de Raoul d'Auchy
- Les Drames du Pôle (anonyme)
- L'Empreinte fatale de Georges-André Lacroix
- L'Homme qui vola de Georges-André Lacroix
- Le Treizième convive de Georges-André Lacroix

### 1914
- Le Prix de Rome de René Le Somptier
- La Main de l'autre de Maurice Mariaud
- Célibataire de René Le Somptier
- La Châtelaine de Louis Feuillade
- François Villon de Louis Feuillade
- La plus petite (anonyme)
- Le Temps des cerises de René Le Somptier
- Protéa II ou Protée et l'auto infernale de Joseph Faivre
- Les Fiancés de Séville de Louis Feuillade
- L'Oiseau blessé de Georges-André Lacroix
- La Chanson de la mer de Georges-André Lacroix

### 1917
- Protéa IV ou les mystères du château de Malmort (posthume) de Gérard Bourgeois